# 白水直樹
白水 直樹（しろず なおき、1979年2月5日 - ）は、日本のアスレティックトレーナー、プロ野球コーチ。鍼灸師、あん摩マッサージ指圧師。北海道出身。
プロバスケットボールチーム・サンロッカーズ渋谷と、プロ野球独立リーグチーム・茨城アストロプラネッツのパフォーマンスディレクターを務めている。

## 来歴
駒澤大学附属岩見沢高等学校では3年春に第68回選抜高等学校野球大会にレギュラーで出場。駒澤大学卒業。神奈川衛生学園専門学校卒業、鍼灸師・あん摩マッサージ指圧師資格を取得。
北海道日本ハムファイターズを経て、筑波大学大学院修了（体育学修士）。
ウイダートレーニングラボ・コーディネーター、筑波大学体育総合実験棟Sport Performance and Clinic Lab.アドバイザー、共栄大学男子サッカー部トレーニングアドバイザーを歴任。
その後、日本ハムで一、二軍のコンディショニングトレーナーを務める。
2017年までコンディショニング担当を務め、大谷翔平やダルビッシュ有らのトレーニングをサポートし超一流への土台を作り上げた。 
特に、二刀流に挑戦した大谷には投球フォームの助言をおこなう。速く切れのある球をいかに投げるかを課題にし、2016年に出した日本最速記録165キロに貢献した
。また体調管理を研究し、その才能を開花させる一役を担った。ダルビッシュのトレーナーを務めるなど経験豊富で選手からの信頼も厚い。2018年はトレーナーを務めた。
2019年、読売ジャイアンツの二軍トレーニングコーチに就任。2020年はS&Cコーチに役職名が変更され、同年まで巨人で活動した。
2020年にPROGRESS株式会社を立ち上げ、2022年10月には東京都文京区にトレーニングジム「PROGRESS Sports Performance Lab.」を開設。
2022年7月にサンロッカーズ渋谷のスポーツパフォーマンスディレクター契約締結が発表された。
2023年1月、ルートインBCリーグ・茨城アストロプラネッツがPROGRESSと業務提携を結んだことにより、同年シーズンのパフォーマンスディレクター就任が発表された。

## 詳細情報

### 背番号
- 108 （2019年）